# Badr Hari
Badr Hari (în arabă: بدر هاري, ; n. 8 decembrie 1984, Amsterdam) este un kickboxer neerlandezo-marocan. El este o figură proeminentă în lumea kickboxingului și unul dintre cei mai buni kickboxeri de categorie grea din lume. Este fost campion K-1 în categoria grea (2007—2008), campion mondial „It's Showtime” în categoria grea (2009-2010) și finalist K-1 World Grand Prix 2009.
Hari a primit aprecieri oficiale din partea regelui Marocului, Mohammed al VI-lea, pentru realizările sale deosebite în sport.
În contrariu cu reputația sa sportivă, Hari a fost implicat și în câteva cazuri de conduită nesportivă, dar și în infracțiuni și violență în afara ringului.

## Titluri
- 2014: Global FC 3 Tournament Championship
- 2009: finalist K-1 World Grand Prix
- 2009–2010: campion mondial „It's Showtime” Heavyweight +95 kg (titlu apărat)
- 2007–2008: campion K-1 Heavyweight −100 kg (titlu apărat)
- 2002: campion WPKL Dutch Muay Thai